# Tętnica tarczowa górna

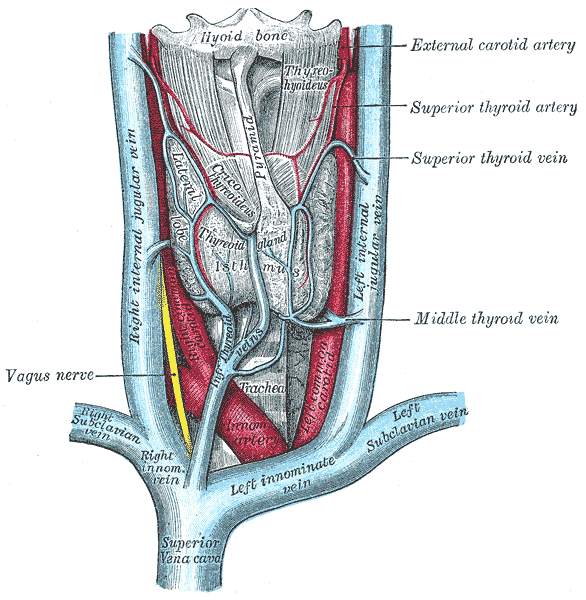
Naczynia gruczołu tarczowego. Tętnica tarczowa górna oznaczona w górnej prawej części rysunku (Superior thyroid artery)

Tętnica tarczowa górna (łac. arteria thyroidea superior) – w anatomii człowieka gałąź tętnicy szyjnej zewnętrznej, odchodząca od niej na wysokości rogu większego kości gnykowej i kierująca się w stronę gruczołu tarczowego.

## Przebieg
W początkowym odcinku tętnicę tarczową górną przykrywa brzeg przedni mięśnia mostkowo-obojczykowo-sutkowego. Następnie, na krótkim odcinku,  biegnie ku przodowi i do góry do trójkąta tętnicy szyjnej, gdzie jest przykryta przez mięsień szeroki szyi i blaszkę powierzchowną powięzi szyi. Później biegnie w dół, bocznie od gałęzi zewnętrznej nerwu krtaniowego górnego – gałęzi nerwu błędnego oraz od mięśnia zwieracza gardła dolnego, a poniżej mięśni: łopatkowo-gnykowego, mostkowo-gnykowego i mostkowo-tarczowego.

## Gałęzie
Tętnica tarczowa górna poprzez swoje odgałęzienia zaopatruje tarczycę, a także niektóre mięśnie szyi. Gałąź do tarczycy dzieli się na dwie gałązki: większą, zaopatrującą część przednią gruczołu oraz mniejszą zstępującą, która unaczynia powierzchnię tylną. W okolicy cieśni tarczycy gałęzie te tworzą połączenia tętnicze: pierwsza z odpowiadającą jej gałęzią ze strony przeciwnej, druga gałąź zstępująca natomiast z tętnicą tarczową dolną (od pnia tarczowo-szyjnego lub od tętnicy podobojczykowej), na powierzchni tylnej tarczycy. Ponadto tętnica tarczowa górna oddaje następujące gałęzie:
- gałąź podgnykową (ramus infrahyoideus);
- tętnicę krtaniową górną (arteria laryngea superior);
- gałąź mostkowo-obojczykowo-sutkową (ramus sternocleidomastoideus);
- gałąź pierścienno-tarczową (ramus cricothyroideus).